# Ejército patriota cruceño
El Ejército Cruceño o Ejército Patriota Cruceño es la denominación dada por los historiadores a la fuerza militar organizada por Ignacio Warnes en la provincia de Santa Cruz de la Sierra, que estuvo activa entre 1813 y 1825.

## Historia

### Antecedentes
A inicios del siglo XIX, la ciudad de Santa Cruz de la Sierra tenía más de 10 000 habitantes y su jurisdicción probablemente 40 000. Dos tercios de los vecinos de la urbe eran de ascendencia española y su cultura estaba marcada por su condición de frontera con los insumisos chiriguanos (guaraníes), característica compartida con Salta, Tarija y Cinti. Estos indios se dividían en dos grandes grupos en Cordillera e Itatín y se dedicaban a robar indios de servicio, caballos, armas y metales con sus embocadas en los caminos o sus asaltos a pueblos españoles.
Desde 1561, para evitar demostrar debilidad ante los indígenas sometidos y proteger la minería de Potosí y La Plata (Chuquisaca), las autoridades españolas les ordenaron constantemente a los cruceños guerrear y conquistar a los chiriguanos. A partir del siglo XVII, por las incursiones de los bandeirantes portugueses «Santa Cruz de la Sierra se convirtió en la avanzada militar más importante de Charcas», marcando la cultura de los cruceños. Establecieron alianzas con los pueblos indígenas vecinos y dieron ayuda militar a las misiones jesuitas de Chiquitos y Moxos, su «escudo protector de la penetración portuguesa». Las autoridades españoles temían que los bandeirantes saquearan Potosí, aunque lo que los cruceños realmente temían es que los dejaran sin mano de obra indígena. Aunque nunca fortificaron su ciudad, los cruceños se acostumbraron a mantener desforestados los montes cercanos, organizar una milicia permanente para defenderla y que todo vecino tuviera un arma, aunque fuera una lanza, por lo que fueron considerados los mejores soldados del Perú.
Otra característica de la cultura cruceña fueron los constantes choques de los gobernadores con el cabildo local, que representaba los intereses de los criollos que lanzaban constantes expediciones para capturar indios y buscar a El Dorado, esperanza que permitió a la ciudad sobrevivir la miseria de sus primeros años y animó a los cruceños expandirse hacia Moxos. Esto generaba problemas con las autoridades virreinales, que deseaban controlar su expansionismo para que sólo dedicaran a defenderse de los chiriguanos.

### Orígenes
En Santa Cruz fue develada una intentona de levantamiento de negros y mulatos el 26 de agosto de 1809, siendo castigados. Tras la victoriosa revolución de mayo en Buenos Aires, se conformó la Primera Junta Provisional Gubernativa en nombre del rey Fernando VII de España, se enviaron emisarios al interior para que reconozcan a la junta y se adhieran a ella. El 10 de septiembre de 1810 los emisarios enviados por la junta llegan al fuerte militar de Membiray, presentándose ante el coronel Antonio Suárez de Arteaga y el capellán José Andrés de Salvatierra y Chaves, informándoles de los acontecimientos, de manera que Suárez y Salvatierra inician un levantamiento en apoyo a los revolución enarbolando la bandera del Imperio español y se dirigieron hacia Santa Cruz de la Sierra junto a un conjunto militar y el denominado «capitán grande» Birinday apoyando con 200 indígenas de Membiray, Choreti Guasu, Kaami y Pipi; al llegar a la capital, se les unieron los otros emisarios provenientes de la revolución de Chuquisaca y que residían en la ciudad. Eran el capitán Eustoquio Moldes, el doctor Juan Manuel Lemoine, el doctor Antonio Vicente Seoane y el alférez Melchor de la Villa Guzmán, apodado Quitón y llegado después de la revolución de Cochabamba. Todos estos se reunieron junto con las autoridades cruceñas del bando revolucionario que convencieron los anteriores emisarios, y planearon la revolución en la ciudad.
El 24 de septiembre estalla la revolución a favor del gobierno de Primera Junta Provisional Gubernativa del Río de la Plata, encabezada por Suárez y Salvatierra. El gobernador-subdelegado Pedro José Toledo Pimentel es depuesto y se llama a un cabildo abierto para formar una junta de gobierno, conformándose así la «Junta Provisoria» de Santa Cruz de la Sierra, compuesta por Seoane, Salvatierra y Suárez, este último sería designado gobernador-subdelegado, posteriormente en mayo de 1811 se transformó la Junta Subalterna, a raíz de que Castelli ordenara la secesión de Santa Cruz de la intendencia de Cochabamba, pero por dificultades solamente se conformó la Junta Subalterna. Sin embargo, por otra parte, el brigadier José Manuel de Goyeneche ordena la secesión de Santa Cruz de Cochabamba, y en abril envía al teniente coronel José Miguel Becerra, a recuperar Santa Cruz, y llega designado como gobernador y capitán general de la provincia el 22 de noviembre de 1811. El 4 de marzo de 1813, los revolucionarios a la cabeza de Suárez, se enfrentan contra las fuerzas de Becerra, quien tuvo huir al Imperio del Brasil, Suárez ocupó la capital y reinstaló la Junta Revolucionaria Cruceña y fue designado gobernador.
El 26 de marzo de 1812, Manuel Belgrano, nombrado brigadier, quedó a cargo del Ejército Auxiliar durante la segunda expedición al Alto Perú. Posteriormente, estando en Potosí, nombró al coronel Ignacio Warnes como nuevo gobernador intendente de Santa Cruz, quien asumió el 24 de septiembre de 1813. Le acompañaban 25 hombres, incluyendo el teniente coronel José Manuel Mercado y el comandante Saturnino Salazar, siendo recibidos por el cabildo local con un baile de gala. El gobernador Warnes, convoca a elecciones de diputados para la Asamblea General Constituyente del año XIII, en los cuales salen electos Antonio Suárez y Cosme Damián Urtubey el 26 de septiembre, pero no lograron incorporarse.
Warnes, al enterarse de las derrotas de Belgrano en Vilcapugio y Ayohuma, decide organizar un ejército provincial propio. Junto a Mercado, habilita lugares para la instalación de cuarteles militares, almacenes, fábricas de armamento y pólvora, se eligió como administrador de los almacenes a Nicolás Cuéllar. El gobernador obtuvo apoyo de la provincia o gobierno de Moxos, enviando a jóvenes capacitados para su ejército, siendo estos bien recibidos en el puerto de San Carlos y en Buenavista, en donde el cura Rafael Cuéllar les dotaba alimentos, caballos, telas, mantas, hilos y otros enseres para la fabricación de uniformes del ejército.

### Éxito
A consecuencia del desastre de Ayohuma y la huida de Belgrano hacia San Miguel del Tucumán, dejando a los realistas que ocupen las provincias del Alto Perú, en la intendencia de Cochabamba, el gobernador teniente coronel Juan Antonio Álvarez de Arenales, quien estaba defendiendo la región, fue vencido por los realistas, de manera que huyó de la provincia el 29 de noviembre con una pequeña guarnición acompañado de Diego de la Riva, tenían 70 fusileros, 4 cañones pequeños, algunos jinetes y una gran muchedumbre armada de hondas, macanas y lanzas. Se refugió en Mizque, pero luego tuvo que abandonar por completo el Alto Perú para dirigirse a los valles de la provincia cruceña para reclutar gente, adentrándose al partido de Vallegrande en enero de 1814, llegando primero a Chilón, donde se enfrentó con sus perseguidores derrotándolos, siguió adelante y buscó ayuda en la población de San Pedro y en la capital del partido, reclutando a voluntarios vallegrandinos, encontrándose también con Manuel Cárdenas. Entre tanto, el coronel Manuel Joaquín Blanco comandando su división del Ejército Real, se adentró a la provincia hasta llegar al pueblo de San Pedrito donde se encuentran a Arenales y Cárdenas y estalla el combate el 4 de febrero. Los patriotas son derrotados, teniendo 100 bajas, 23 prisioneros y muchos heridos, descienden hacia el partido de Cordillera. Arenales y sus seguidores se refugian en Abapó y logra establecer contacto con Warnes, quien ya mandaba más de 1000 efectivos en el ejército cruceño. Le solicita ayuda, pero Warnes estaba en plena organización de defensa de la defensa de su ciudad, el último bastión revolucionario que quedaba en la región del norte afiliados a las Provincias Unidas, sin embargo, enterado de que Blanco marchaba contra la urbe, resuelve ayudar a Arenales.
El 11 de abril, Blanco vence a Warnes en Las Horcas, tomando de inmediato Santa Cruz. Luego, deja una guarnición a cargo del coronel Juan Francisco de Udaeta y sale a perseguir a los patriotas en la cordillera de los Chiriguanos. Finalmente, Blanco comente el error de dividir sus fuerzas: apenas deja 80 soldados guarneciendo la capital, ordena a Udaeta perseguir a los dispersos con 100 jinetes y 200 infantes y él mismo marcha a la misión de Florida. Ahí, el 25 de mayo, se da la batalla decisiva. Al día siguiente, Warnes recupera Santa Cruz. La victoria patriota asegura el control de la región y anula el plan realista de invadir la provincia de Salta del Tucumán. Después de saber de la derrota de Blanco, el coronel Udaeta huye a Chiquitos, donde ejercía de gobernador el también coronel Juan Bautista de Altolaguirre (otras fuentes lo llaman Juan Manuel de Altolaguirre) y juntos se preparan para recuperar Santa Cruz.
A mediados de 1815, Warnes se enteró del ascenso de Arenales a general por la victoria de Florida, y no entendía por qué no se le ascendió a su persona, desmoralizado, y decide desligarse de la tutela rioplatense, en especial del directorio supremo, renunciando al cargo de gobernador en agosto, pero, contando con el apoyo de los cruceños, quienes negaban reconocer su renuncia, Warnes se somete a la aclamación de la voluntad popular a votaciones para ser gobernante elaboradas por el cabildo el 11 de agosto, y es electo gobernador y comandante general; reelecto Warnes, decide gobernar con franca independencia de las decisiones del directorio supremo rioplatense, así obteniendo la autonomía de la provincia como integrante de las Provincias Unidas del Río de la Plata.
El 27 de agosto de 1815, Warnes publicó dos proclamas, una al pueblo cruceño y otra a sus soldados, y al día siguiente inició la Campaña de Chiquitos, partiendo con un ejército con 1600 hombres hacia la Chiquitanía dejando en suplencia de su gobierno al Colorao Mercado. El 6 de septiembre cruzó el río Grande –o Guapay– y, el mismo día, se presentó en la capital provincial el coronel Santiago Carreras, quien fue comisionado para asumir como gobernador por el general José Rondeau, jefe del Ejército Auxiliar, quien tenía órdenes del Directorio Supremo porteño de enviar a Warnes de regreso a Buenos Aires; de igual manera, Rondeau también creía necesario desplazarlo de la provincia y su comandancia. Cuando llegó Carreras a la capital, presentó las órdenes del Directorio y de Rondeau y se las envió con un emisario a Warnes, quien decidió desobedecer, pues ya gobernaba de manera autónoma, pero también por considerar prioritario acabar con la amenaza. Mientras se ejecutaba la campaña a la provincia de Chiquitos, Carreras encontró la negativa en los cruceños, pero, el gobernador interino Mercado, al ver las órdenes dirigidas hacia Warnes, decidió transferir el mando a Carreras y partió directo a unirse con Warnes, pero Carreras, al encontrarse en aprietos contra los cruceños, decidió administrar el gobierno como interino, hasta el retorno del titular.
El 7 de octubre, Warnes comandó un ejército de 2000 hombres, formado por los escuadrones Cazadores, un batallón de infantería, el batallón Pardos Libres y cientos de guerreros indígenas chiquitanos que se sumaron en su marcha, en un ataque a la estancia Santa Bárbara, cerca de la misión de San Rafael de Velasco, defendida por los coroneles Udaeta y Altolaguirre. Según Gandarilla Guardia, los defensores eran casi 2500 soldados e indios, mientras que el propio Warnes los eleva a «cinco mil, por el frente la fusilería y la artillería y por los costados y retaguardia la indiada de los pueblos, que manifestaron más calor que los primeros por la audacia con que nos acometían con las flechas». Warnes también menciona en su parte la proximidad de otra amenaza: «formándonos un cerco intransitable por la retaguardia por si llegaremos a retroceder un solo paso, y teniendo como después se ha sabido, dos mil indios en el punto de Santa María al mando del administrador Miguel Bonis, el Cura de Santa Ana José Gregorio Salvatierra, y otros varios que hacían de caudillos, con el objetivo de concluir con todos los patriotas».
La victoria es total gracias a una maniobra de pinzas y, según Gandarilla Guardia, los revolucionarios toman gran número de prisioneros, 440 fusiles, toda la artillería y causan 600 muertos a los vencidos. En cambio, Warnes mencionaba que dejaron 300 cadáveres en el campo. Los vencedores padecieron apenas 3 muertos y 25 heridos, 13 de bala y 12 de flecha. Se capturaron una pieza de artillería de a 8 libras, otra de a 6 y dos de a 2, más de 200 fusiles, las municiones, las tiendas de campaña y los pocos equipajes que tenían los monárquicos. Al día siguiente, Warnes entró a la misión de San Rafael y envió a 100 soldados a las órdenes del comandante Salazar a perseguir a Udaeta, quien huyó al Brasil. El 16 de octubre, el caudillo cruceño publicó una proclama a los pueblos de la provincia de Chiquitos felicitándolos por la victoria.

### Final
El 29 de noviembre, el general rioplatense Rondeau fue vencido en Viluma por el general Joaquín de la Pezuela, dejando a cada republiqueta el problema de tener que defenderse con sus propios recursos.
El 16 de abril de 1816, el coronel Carreras fue asesinado, aparentemente por soldados del batallón Pardos Libres que habían regresado a Santa Cruz, y los 12 oficiales rioplatenses que lo acompañaban volvieron a su tierra, quedando a cargo el coronel Mercado mientras Warnes volvía de Chiquitos. El día anterior, Carreras había cometido el error de licenciar sin gratificación a esa unidad militar y a uno de sus soldados de darle 100 azotes con un palo para devolverlo a su amo, que era monárquico.
Cuando regresó se encontró que el coronel realista Francisco Javier Aguilera marchaba en su contra. Aquel venía de haber vencido, aprisionado y ejecutado al coronel patriota Manuel Ascencio Padilla en El Villar el 14 de septiembre. Warnes intentó negociar, pero sus ofertas fueron rechazadas. Finalmente, la batalla se dio en El Pari el 21 de noviembre. Los 1600 realistas se distribuían entre los batallones peninsulares Fernando VII (500 plazas) y Talaveras de la Reina (500), dos escuadrones de caballería cochabambina (500) y 2 piezas de artillería (100). Los 1000 revolucionarios incluían 300 fusileros muy jóvenes reclutados entre las clases altas de la ciudad. El escritor Bismark Alberto Cuéllar Chávez los distribuye en 300 fusileros, 250 jinetes, 300 infantes, otros 150 infantes a cargo de la artillería y varios montoneros armados con macanas, lanzas, flechas y machetes. Gerónimo Valdés, militar realista y veterano de la campaña, afirma que Aguilera mandaba 1030 hombres, perdiendo 7 oficiales y 400 soldados entre muertos y heridos; por el lado de Warnes, contaba con 1500 hombres y 9 cañones, perdiendo la mitad de los suyos entre muertos, heridos y prisioneros. El general boliviano Miguel Ramallo cifra en 1400 monárquicos: 500 fernandinos, 300 talaveras, 2 escuadrones de 250 jinetes de Cochabamba cada uno y 100 artilleros con 2 piezas de a 4 libras. En cambio, los patriotas serían más o menos 1000. Marie-Danielle Demélas señala que los oficiales realistas escribieron en sus informes que las fuerzas de los distintos caudillos altoperuanos solían movilizar unos 1000 hombres en los momentos decisivos, «y parece que las fuentes españolas sólo tomaban en consideración a los hombres de tropa y no a los refuerzos indígenas».
La victoria estuvo muy cerca de decantarse para los patriotas, pero la repentina muerte de Warnes, quien dirigía desde la línea del frente, cambió las tornas completamente. Sin embargo, las bajas fueron altísimas para los monárquicos, apenas 200 hombres, principalmente talaveras, entraron en Santa Cruz en el anochecer, del batallón Fernando VII apenas quedaron unos pocos sobrevivientes. Por su pírrica victoria, Aguilera fue ascendido a brigadier. La cabeza de Warnes fue expuesta en el centro de la plaza de Armas, sin embargo, tres días después Francisco Rivero, oficial del regimiento Cazadores, y su esposa, Ana Barba, robaron la cabeza y la enterraron en su casa.
Cartas de la época indican como los rumores se dividían sobre si el caudillo había muerto o no, aunque estimaban en 400 los independentistas muertos. Otros rumores afirmaban que Warnes había vencido completamente a 1000 realistas al mando del mariscal de campo Miguel Tacón y Rosique. También que Warnes había vencido a la división monárquica que avanzaba sobre Santa Cruz, causándole 800 bajas.

### Consecuencias
Debido a la represión, muchas familias cruceñas emigraron al Río de la Plata o Brasil, en tanto que los supervivientes del ejército cruceño, principalmente la caballería que comandaba Mercado en El Pari, fue liderada por ese coronel a la cordillera, encontrando refugio en las misiones de Chiquitos y liderando una guerra a baja escala hasta 1825 desde su base en el fuerte de Saipurú, así nació la republiqueta de Santa Cruz. El hecho más notable fue cuando asaltó Santa Cruz en la Nochebuena de 1818, retirándose antes del amanecer. También destaca el capitán José Manuel Baca, quien fingiendo ser músico y poeta, entró de noche a la ciudad varias veces para provocar a Aguilera.
Este período fue conocido como Guerra Doméstica y se prolongó hasta 1825, aunque tres años antes Aguilera trasladó su cuartel general a Vallegrande. En enero de 1825 estalló una revuelta en Cochabamba, al saberse de la venida del general Antonio José de Sucre, y Aguilera marchó a sofocarla, pero su tropa se amotinó en Chilón el día 26 de ese mes. Entre tanto, Mercado consiguió incentivar una rebelión en Santa Cruz, que ocurrió el 14 de febrero, cuando los 190 soldados con 2 cañones se pasaron al bando patriota, depusieron al teniente coronel Francisco Aguilera, último gobernador monárquico, y entregaron el poder al cabildo, específicamente al alcalde José Ignacio Méndez. Un día más tarde se proclamó la independencia, secundada por los pueblos de Cordillera, Chiquitos y Mojos.

## Unidades
A su llegada, Warnes se encargó de reclutar y entrenar el mismo a los soldados más jóvenes, armándolos con equipos fabricados en la región. Trabajó personalmente como mecánico o maestro de armería, pues había servido en los arsenales de Buenos Aires, Tucumán y Potosí. Estableció almacenes o parques militares en el antiguo Colegio Seminario, frente a la acera oeste de la plaza de Armas, en la Casa de Gobierno, frente a la acerca sur de la misma, y en el barrio La Pólvora, cerca de la actual iglesia de San Roque. Ahí se fabricaban armas, municiones, pólvora, lanzas, cureñas, arneses para caballos de silla y servicio, y avituallamiento.
El 15 de marzo de 1814, dispuso que todo esclavo o mulato que se sentara en la plaza de la ciudad quedaría manumiso inmediatamente y sería reclutado al nuevo batallón de infantería Pardos Libres. También estaba el batallón Voluntarios de Santa Cruz, reclutado entre la juventud de familias pudientes de la ciudad. Estos infantes vestían blusas y pantalones blancos con almares rojos fabricados con algodón del país y un morrión de cuero. La caballería cruceña luchaba con lanzas e iba vestida de pies a la cabeza de cuero curtido, dándole un aspecto similar a los jinetes medievales. El mismo Warnes luchaba con una chaqueta morada con visos blancos, sombrero blanco de fieltro de copa baja y emplumada, botas largas y espada al cinto.
La infantería estaba dirigida por el comandante Salazar y los capitanes Cabezas y Mariano Rendón, la caballería por Mercado y la artillería por el capitán Rocha.

## Alianzas
Warnes logró establecer una alianza con el cacique chiriguano Pedro Cumbay (o Kumbay), quien dominaba la zona entre Huacareta y Huacaya, que en 1805 había asediado el fuerte Membiray (Choreti) y era conocido como «capitán grande». Carismático y hábil negociador, desde su levantamiento de 1799 o antes, era un «líder suprarregional» había construido una confederación que incluía a muchas tribus chiriguanas, pero también a tobas y matacos, sus enemigos tradicionales. Cumbay confiaba en él porque otros caciques de la cordillera habían establecido alianzas en años anteriores.
Las relaciones entre chiriguanos y cruceños no siempre fueron hostiles. Los indios intercambiaban maíz, pescado, miel e prisioneros indígenas de otras etnias, especialmente chanés, a cambio de queso, conservas, caballos, armas y municiones. De hecho, como los encomenderos contrabandeaban a muchos de sus indios encomendados al Perú, terminaron por reemplazarlos con cautivos tomados por los chiriguanos, quienes empezaron a servir ocasionalmente como mercenarios de los cruceños desde el siglo XVII. Por ello, criollos y chiriguanos establecieron alianzas contra enemigos comunes en varias ocasiones. De hecho, el cacique chiriguano le había ofrecido ayuda militar a Belgrano durante una reunión entre ambos: «entre ellas el ofrecerle Cumbay 2.000 indios para que le ayudasen a pelear contra los españoles» (aunque otras fuentes rebajan el número a 1500 indios). Ante esto, el poder virreinal decide aplastar a los rebeldes cruceños y los salvajes chiriguanos, una lucha en dos frentes que se repetiría en 1891-1892, cuando el poder central quebró la Revolución Federal de los Domingo y el levantamiento de Apiaguaiki Tumpa.
En 1815 Warnes también logra reclutar a cientos de chiquitanos de las misiones para enfrentar a los realistas de la región. También a los mojeños, llegando a usar a estos últimos para armar la banda marcial de una unidad.